# Chicago Water Tower
Der Chicago Water Tower ist eines der Wahrzeichen von Chicago.

## Geschichte
Der Turm, der 1869 aus gelblichem Kalkstein an der North Michigan Avenue errichtet wurde, gehört zu den wenigen Gebäuden in Chicago, die den Großen Brand von Chicago im Jahr 1871 überstanden haben. Architekt William W. Boyington wurde beauftragt, die zentrale Trinkwasser-Pumpstation der Stadt möglichst unauffällig in ein Gebäude zu integrieren. Das Ergebnis war ein Turm im Stil der britischen Neugotik (englisch Gothic revival). Boyington hatte den Stil allerdings recht ausschweifend adaptiert, was damals für Kritik sorgte. Oscar Wilde nannte die Kreation eine burgartige Monstrosität, voller angehefteter Bündelrevolver („a castellated monstrosity with pepper-boxes stuck all over it“). Die Architektur soll die Gestaltung einiger White Castle-Fast-Food-Restaurants inspiriert haben.
Der Chicago Water Tower zählt zu den ältesten Gebäuden der Stadt. Im Pumpenhaus sind heute eine Galerie und ein Besucherzentrum des Chicago Office of Tourism eingerichtet. Der Chicago Water Tower wurde am 23. April 1975 als Contributing Property eines Historic District in das National Register of Historic Places aufgenommen. Zusammen mit dem Pumpenhaus und der Feuerwache 98 bildet er den Old Chicago Water Tower District.